# La Sône
La Sône és un municipi francès situat al departament de la Isèra i a la regió d'Alvèrnia-Roine-Alps. L'any 2007 tenia 624 habitants.

## Demografia

### Població
El 2007 la població de fet de La Sône era de 624 persones. Hi havia 243 famílies de les quals 64 eren unipersonals (36 homes vivint sols i 28 dones vivint soles), 87 parelles sense fills, 68 parelles amb fills i 24 famílies monoparentals amb fills.
La població ha evolucionat segons el següent gràfic:
Habitants censats

### Habitatges
El 2007 hi havia 322 habitatges, 263 eren l'habitatge principal de la família, 17 eren segones residències i 42 estaven desocupats. 241 eren cases i 81 eren apartaments. Dels 263 habitatges principals, 168 estaven ocupats pels seus propietaris, 87 estaven llogats i ocupats pels llogaters i 8 estaven cedits a títol gratuït; 4 tenien una cambra, 6 en tenien dues, 34 en tenien tres, 97 en tenien quatre i 122 en tenien cinc o més. 183 habitatges disposaven pel capbaix d'una plaça de pàrquing. A 113 habitatges hi havia un automòbil i a 118 n'hi havia dos o més.

### Piràmide de població
La piràmide de població per edats i sexe el 2009 era:
| Homes | Edats   | Dones |
| ----- | ------- | ----- |
| 0     | 95 o +  | 0     |
| 0     | 90 a 94 | 8     |
| 4     | 85 a 89 | 0     |
| 4     | 80 a 84 | 4     |
| 12    | 75 a 79 | 4     |
| 24    | 70 a 74 | 12    |
| 24    | 65 a 69 | 24    |
| 16    | 60 a 64 | 20    |
| 16    | 55 a 59 | 12    |
| 24    | 50 a 54 | 20    |
| 28    | 45 a 49 | 16    |
| 36    | 40 a 44 | 24    |
| 8     | 35 a 39 | 20    |
| 20    | 30 a 34 | 12    |
| 8     | 25 a 29 | 12    |
| 20    | 20 a 24 | 28    |
| 36    | 15 a 19 | 12    |
| 24    | 10 a 14 | 8     |
| 20    | 5 a 9   | 16    |
| 16    | 0 a 4   | 8     |

## Economia
El 2007 la població en edat de treballar era de 403 persones, 305 eren actives i 98 eren inactives. De les 305 persones actives 274 estaven ocupades (156 homes i 118 dones) i 31 estaven aturades (13 homes i 18 dones). De les 98 persones inactives 39 estaven jubilades, 20 estaven estudiant i 39 estaven classificades com a «altres inactius».

### Ingressos
El 2009 a La Sône hi havia 248 unitats fiscals que integraven 586,5 persones, la mediana anual d'ingressos fiscals per persona era de 17.222 €.

### Activitats econòmiques
Dels 30 establiments que hi havia el 2007, 1 era d'una empresa de fabricació de material elèctric, 7 d'empreses de fabricació d'altres productes industrials, 6 d'empreses de construcció, 4 d'empreses de comerç i reparació d'automòbils, 2 d'empreses de transport, 3 d'empreses d'hostatgeria i restauració, 3 d'empreses immobiliàries, 1 d'una empresa de serveis, 1 d'una entitat de l'administració pública i 2 d'empreses classificades com a «altres activitats de serveis».
Dels 7 establiments de servei als particulars que hi havia el 2009, 1 era una oficina de correu, 1 taller de reparació d'automòbils i de material agrícola, 1 paleta, 1 lampisteria, 1 electricista, 1 empresa de construcció i 1 restaurant.
L'únic establiment comercial que hi havia el 2009 era una peixateria.
L'any 2000 a La Sône hi havia 6 explotacions agrícoles.

## Equipaments sanitaris i escolars
El 2009 hi havia 1 escola maternal i 1 escola elemental.

## Poblacions properes
El següent diagrama mostra les poblacions més properes.